# ʿAbādila
Bei den ʿAbādila (arabisch عبادلة) handelt es sich um eine Gruppe von Prophetengefährten, die ʿAbdallāh hießen und für ihr umfassendes Wissen und die von ihnen erteilten Fatwas bekannt waren. Ihnen wird im Fiqh eine besonders große Autorität zugesprochen. Der Name ʿAbādila wird hierbei als Plural für den Namen ʿAbdallāh verstanden. Zwar gab es unter den Prophetengefährten eine große Anzahl von Personen, die diesen Namen trugen (nach an-Nawawī ca. 220), allerdings wurde nur einem sehr kleinen Kreis von ihnen die Zugehörigkeit zu dieser Gruppe zuerkannt. Wenn zwischen diesen Personen über eine Sache Einigkeit bestand, sprach man im Fiqh von der Lehrmeinung (qaul) oder Handlungsweise (fiʿl) der ʿAbādila.

## Zusammensetzung der Gruppe
Als Ahmad ibn Hanbal nach der Identität der ʿAbādila gefragt wurde, soll er die Namen ʿAbdallāh ibn ʿAbbās (gest. 688), ʿAbdallāh ibn ʿUmar (gest. 693), ʿAbdallāh ibn az-Zubair (gest. 692) und ʿAbdallāh ibn ʿAmr (gest. 683–685) genannt haben. Den Prophetengefährten ʿAbdallāh ibn Masʿūd (gest. 652) schloss er dagegen explizit aus dieser Gruppe aus. Al-Baihaqī (gest. 1066) erklärte dies damit, dass ʿAbdallāh ibn Masʿūd erheblich früher gestorben war, während die ʿAbādila so lange lebten, „bis man ihr Wissen benötigte“ (ḥattā uḥtīǧa bi-ʿilmihim).
Die Hanafiten erkannten dagegen nur drei Personen als ʿAbadila an, nämlich ʿAbdallāh ibn Masʿūd, ʿAbdallāh ibn ʿUmar und ʿAbdallāh ibn ʿAbbās. ʿAbdallāh ibn az-Zubair und ʿAbdallāh ibn ʿAmr schlossen sie aus dem Kreis der ʿAbādila aus.

## Die Frage der Zugehörigkeit von ʿAbdallāh ibn Masʿūd
Die Zugehörigkeit von ʿAbdallāh ibn Masʿūd zu den ʿAbādila war besonders umstritten. Der türkische Lexikograph al-Dschauharī (gest. ca. 1003) hatte in seinem bekannten arabischen Lexikon aṣ-Ṣiḥāḥ die vier von Ahmad ibn Hanbal genannten ʿAbadila aufgelistet, ʿAbdallāh ibn ʿAmr allerdings durch ʿAbdallāh ibn Masʿūd ersetzt. An-Nawawī (gest. 1270) hielt dies für einen „offensichtlichen Fehler“ (ġalaṭ ẓāhir). Der hanafitische Gelehrte Ibn al-Humām as-Sīwāsī (gest. 1457) verteidigte hingegen die Aufnahme von Ibn Masʿūd in die Gruppe der ʿAbādila mit dem Argument, dass sich diese Gruppe allein durch ihr besonderes Wissen gegenüber den anderen Prophetengefährten ausgezeichnet habe, ʿAbdallāh ibn Masʿūd aber der Wissendste von ihnen gewesen sei und insofern am meisten verdiene, in diese Gruppe aufgenommen zu werden. In der modernen Textausgabe des Ṣiḥāḥ findet sich an den beiden Stellen, an denen die ʿAbādila erwähnt werden, von ʿAbdallah ibn Masʿūd keine Spur mehr. Der Text ist möglicherweise verändert worden. An der ersten Stelle unter dem Lemma ʿabd werden als ʿAbādila die drei Personen ʿAbdallāh ibn ʿAbbās, ʿAbdallāh ibn ʿUmar und ʿAbdallāh ibn Amr erwähnt, an der zweiten Stelle unter dem Lemma Hā ʿAbdallāh ibn ʿAbbās, ʿAbdallāh ibn ʿUmar, ʿAbdallāh ibn az-Zubair.